# Nederlandse kampioenschappen schaatsen massastart
De Nederlandse kampioenschappen schaatsen massastart werden voor het eerst officieel gehouden in 2013. Eind 2011 was er al een officieus toernooi verreden. Het tweede officiële kampioenschap werd eind 2013 verreden in het bijprogramma van het Olympisch kwalificatietoernooi, maar door het overlijden van Sjoerd Huisman ging de vrouwenwedstrijd niet door.
De winnaar van de wedstrijd, zowel bij de mannen als bij de vrouwen, plaatst zich voor wereldbekerwedstrijden op de massastart. Vanaf 2015 heeft het NK ook een belangrijke rol in de selectie richting de wereldkampioenschappen schaatsen afstanden waar de massastart sinds 2015 op het programma staat.

## Kampioenen

### Mannen
| Datum            | Plaats                          | Toernooi                                               | Winnaar                         | Ronden                          | Tijd                            |
| ---------------- | ------------------------------- | ------------------------------------------------------ | ------------------------------- | ------------------------------- | ------------------------------- |
| 28 december 2011 | Heerenveen                      | Officieus kampioenschap als onderdeel KNSB Schaatsweek | Arjan Stroetinga                | 20                              | 9.54,89                         |
| 2 januari 2013   | Heerenveen                      | NK massastart 2013                                     | Arjan Stroetinga                | 20                              | 9.41,29                         |
| 29 december 2013 | Heerenveen                      | NK massastart 2014                                     | Arjan Stroetinga                | 20                              | 9.55,43                         |
| 18 januari 2015  | Groningen                       | NK massastart 2015                                     | Arjan Stroetinga                | 16                              |                                 |
| 29 december 2015 | Heerenveen                      | NK afstanden 2016                                      | Willem Hoolwerf                 | 16                              |                                 |
| 30 december 2016 | Heerenveen                      | NK afstanden 2017                                      | Gary Hekman                     | 16                              |                                 |
| 14 januari 2018  | Groningen                       | NK massastart 2018                                     | Willem Hoolwerf                 | 16                              | 8.10,75                         |
| 30 december 2018 | Heerenveen                      | NK afstanden 2019                                      | Douwe de Vries                  | 16                              | 7.31,79                         |
| 29 december 2019 | Heerenveen                      | NK afstanden 2020                                      | Arjan Stroetinga                | 16                              | 7.35,62                         |
| 2020/2021        | Afgelast vanwege coronapandemie | Afgelast vanwege coronapandemie                        | Afgelast vanwege coronapandemie | Afgelast vanwege coronapandemie | Afgelast vanwege coronapandemie |
| 31 oktober 2021  | Heerenveen                      | NK afstanden 2022                                      | Bart Hoolwerf                   | 16                              | 7.34,91                         |
| 5 februari 2023  | Heerenveen                      | NK afstanden 2023                                      | Jorrit Bergsma                  | 16                              | 7.23,54                         |
| 30 december 2023 | Heerenveen                      | NK afstanden 2024                                      | Harm Visser                     | 16                              | 7.45,17                         |
| 16 februari 2025 | Heerenveen                      | NK afstanden 2025                                      | Bart Hoolwerf                   | 16                              | 7.38,71                         |

### Vrouwen
| Datum            | Plaats                          | Toernooi                                               | Winnares                        | Ronden                          | Tijd                            |
| ---------------- | ------------------------------- | ------------------------------------------------------ | ------------------------------- | ------------------------------- | ------------------------------- |
| 28 december 2011 | Heerenveen                      | Officieus kampioenschap als onderdeel KNSB Schaatsweek | Foske Tamar van der Wal         | 15                              | 8.17,50                         |
| 2 januari 2013   | Heerenveen                      | NK massastart 2013, eerste officiële toernooi          | Irene Schouten                  | 15                              | [ 2 ]                           |
| 2 maart 2014     | Amsterdam                       | NK massastart 2014                                     | Irene Schouten                  | 15                              |                                 |
| 18 januari 2015  | Groningen                       | NK massastart 2015                                     | Irene Schouten                  | 16                              |                                 |
| 29 december 2015 | Heerenveen                      | NK afstanden 2016                                      | Irene Schouten                  | 16                              |                                 |
| 30 december 2016 | Heerenveen                      | NK afstanden 2017                                      | Irene Schouten                  | 16                              |                                 |
| 14 januari 2018  | Groningen                       | NK massastart 2018                                     | Annouk van der Weijden          | 16                              | 10.00,23                        |
| 30 december 2018 | Heerenveen                      | NK afstanden 2019                                      | Irene Schouten                  | 16                              | 8.42,88                         |
| 29 december 2019 | Heerenveen                      | NK afstanden 2020                                      | Irene Schouten                  | 16                              | 8.20,79                         |
| 2020/2021        | Afgelast vanwege coronapandemie | Afgelast vanwege coronapandemie                        | Afgelast vanwege coronapandemie | Afgelast vanwege coronapandemie | Afgelast vanwege coronapandemie |
| 31 oktober 2021  | Heerenveen                      | NK afstanden 2022                                      | Irene Schouten                  | 16                              | 8.19,57                         |
| 5 februari 2023  | Heerenveen                      | NK afstanden 2023                                      | Irene Schouten                  | 16                              | 8.24,24                         |
| 30 december 2023 | Heerenveen                      | NK afstanden 2024                                      | Irene Schouten                  | 16                              | 8.21,37                         |
| 16 februari 2025 | Heerenveen                      | NK afstanden 2025                                      | Marijke Groenewoud              | 16                              | 8.11,93                         |